# Burgruine Falkenberg (Zierenberg)
Die Burgruine Falkenberg ist eine abgegangene Höhenburg nahe der Kernstadt von Zierenberg im nordhessischen Landkreis Kassel.

## Geographische Lage
Die Überbleibsel der Burgruine Falkenberg befinden sich im Malsburger Wald im Nordteil des Naturparks Habichtswald rund 2,5 km nordwestlich von Zierenberg auf dem dicht bewaldeten Falkenberg (361,6 m ü. NN), der nach Osten zur Warme hin abfällt. Etwa 750 m südsüdöstlich der einstigen Burg liegt der Zierenberger Weiler Friedrichsaue.

## Geschichte
Die Burg wurde vermutlich in der Mitte des 13. Jahrhunderts von einem Zweig der den Herren von Schartenburg-Malsburg errichtet, um das Warmetal zwischen der Burg Schartenberg, der Burg Großer Gudenberg und Burg Kleiner Gudenberg sperren zu können. 
Urkundliche Belege zu der Burg sind nicht erhalten. Nach 1271 soll sie von Landgraf Heinrich I. von Hessen zerstört wurden sein. 
Von der ehemaligen Burganlage sind noch Wall- und Grabenreste erhalten. Der sich nach der Burg von Falkenberg nennende Familienzweig, zog sich nach der Zerstörung der Burg an die Weser zurück und starb 1733 aus. In Mainzer Urkunden von 1303 wird aber auch eine als David bezeichnete Burg als Lehen, verbunden mit der Ortsangabe beim Schartenberg gelegen, die W. Lange gleichfalls mit der Falkenbergburg in Verbindung bringt.

## Anlage
Die Burganlage hatte von Nordwesten über Norden nach Osten vermutlich einen zusätzlichen Graben in einem Abstand von 50 (NW), 30 (N) bis 65 (O) Meter vorgelagert. Nach Osten ist innen ein Halsgraben vorgelagert, der möglicherweise eine Vorburg abtrennte. Die die Kernburg umgebende Wall-/Grabenanlage nimmt eine Fläche von ca. 1850 Quadratmetern ein. Der steil aufragende ovale Burghügel (West-Ost-Ausdehnung: ca. 45 m, Nord-Süd: ca. 30 m) von nur etwa 265 Quadratmetern kann nur wenige Gebäude beherbergt haben. Eine nahezu kreisrunde Vertiefung nach den Reliefdaten, könnte als Bergfried interpretiert werden. Das Gleiche findet sich auf der nur halb so großen Vorburgfläche nach Osten. Hinter dem äußeren Abschnittswall läuft der Bergrücken nach Nordosten aus und ist mehrfach unterteilt.